# Municipio de Ohio (condado de Gallia)
El municipio de Ohio (en inglés, Ohio Township) es un municipio ubicado en el condado de Gallia, Ohio, Estados Unidos. Según el censo de 2020, tiene una población de 947 habitantes.

## Geografía
Está ubicado en las coordenadas 38°37′57″N 82°13′2″O / 38.63250, -82.21722. Según la Oficina del Censo de los Estados Unidos, tiene una superficie total de 61.2 km², de la cual 60.4 km² corresponden a tierra firme y 0.8 km² son agua.

## Demografía
Según el censo de 2020, hay 947 personas residiendo en la zona. La densidad de población es de 15.7 hab./km². El 94.83 % de los habitantes son blancos, el 0.74 % son afroamericanos, el 0.63 % son amerindios, el 0.32 % son asiáticos y el 3.48 % son de una mezcla de razas. Del total de la población, el 0.63 % son hispanos o latinos de cualquier raza.